# Luiz Fernando Carvalho
Luiz Fernando Carvalho   (Rio de Janeiro, 28 de juliol de 1960) és un cineasta i director de televisió brasiler, conegut per obres estretament vinculades a la literatura que constitueixen una renovació de l'estètica audiovisual brasilera. Ja ha portat a la pantalla obres d'Ariano Suassuna, Raduan Nassar, Machado de Assis, Eça de Queirós, Roland Barthes, Clarice Lispector, Milton Hatoum, José Lins do Rego i Graciliano Ramos, entre d'altres.
Alguns crítics comparen les produccions de Luiz Fernando Carvalho amb el Cinema Novo brasiler i icones de la història del cinema com ara Luchino Visconti i Andrei Tarkovsky. La seva obra es caracteritza per l'experimentació visual i lingüística i exploració de la multiplicitat de la identitat cultural del Brasil. L'estil barroc de superposicions i entrellaçament de gèneres narratius, la relació amb el moment en el Temps, els símbols arquetípics de la Terra i la reflexió sobre el llenguatge del melodrama social i familiar són característiques del llenguatge poètic del director.
Les obres del cineasta han rebut l'aclamació de la crítica i del públic. Va dirigir la pel·lícula Lavoura Arcaica (2001), basada en la novel·la homònima de Raduan Nassar, citada pel crític Jean-Philippe Tessé a la revista francesa Cahiers du Cinéma com una "promesa innovadora de renovació, d'un trastorn que no s'havia vist al cinema brasiler des de Glauber Rocha, que va guanyar més de 50 premis nacionals i internacionals. Les telenovel·les Renascer (1993) i O Rei do Gado (1996), amb guió de Benedito Ruy Barbosa i dirigides per Luiz Fernando Carvalho, són reconeguts com a referents del drama televisiu brasiler i van assolir alguns dels índexs d'audiència més alts de la dècada de 1990.
Hi ha un marcat contrast entre els treballs televisius del director: des del disseny pop dels anys 60 de la sèrie Correio Feminino (2013) fins al rigor clàssic de la minisèrie Os Maias (2001), les referències urbanes dels suburbis obrers a la minisèrie Suburbia (2012) a l'alegria de Meu Pedacinho de Chão (2014), la recerca estètica del Sertão a Velho Chico (2016) al conte de fades brasiler de la minisèrie Hoje É Dia de Maria (2005) i l'univers realista de la tragèdia familiar a Dois Irmãos (2017).
El procés de producció del director és conegut per identificar nous talents d'arreu del Brasil i per formar actors, revelant noves estrelles de les arts dramàtiques com Letícia Sabatella, Eliane Giardini, Bruna Linzmeyer, Johnny Massaro, Irandhir Santos, Simone Spoladore, Caco Ciocler, Marcello Antony, Marco Ricca, Isabel Fillardis, Giselle Itié, Emilio Orciollo Netto, Sheron Menezes, Jackson Antunes, Maria Luísa Mendonça, Eduardo Moscovis, Jackson Costa, Leonardo Vieira, Cacá Carvalho, Luciana Braga, Julia Dalavia, Renato Góes, Cyria Coentro, Marina Nery, Júlio Machado, Bárbara Reis, Lee Taylor, Zezita de Matos, Mariene de Castro i Lucy Alves, entre d'altres. El coaching tècnic d'actors del director ha donat lloc a un mètode relatat al llibre O processo de criação dos atores de Dois Irmãos, pel fotògraf Leandro Pagliaro.

## Filmografia

### Cinema
| Any  | Títol                          | Crèdit                       | Notes                                                                                  |
| ---- | ------------------------------ | ---------------------------- | -------------------------------------------------------------------------------------- |
| 1986 | A Espera                       | Director i guionista         | Curtmetratge adaptat del llibre "Fragmentos de um Discurso Amoroso", de Roland Barthes |
| 1998 | Que Teus Olhos Sejam Atendidos | Diretor                      | Documental                                                                             |
| 2001 | Lavoura Arcaica                | Director, guionista i editor | Llargmetratge adaptat de la novel·la homònima de Raduan Nassar                         |
| 2020 | A Paixão Segundo G.H.          | Director i guionista         | Llargmetratge adaptat de la novel·la homònima de Clarice Lispector                     |

### Televisió
| Any  | Títol                                | Crèdit                        | Notes |
| ---- | ------------------------------------ | ----------------------------- | --- |
| 1985 | Grande Sertão: Veredas               | Assistent de direcció         | Basat en l'obra homònima de Guimarães Rosa |
| 1990 | Riacho Doce                          | Director                      | Basat en l'obra homònima de José Lins do Rego |
| 2001 | Os Maias                             | Director                      | Baseado no novel·la homònima de Eça de Queiroz |
| 2005 | Hoje é Dia de Maria                  | Creador, Director i Guionista | Basat en les investigacions de Mário de Andrade, Câmara Cascudo e Silvio Romero; Co-Guionista Luis Alberto de Abreu                                           |
| 2005 | Hoje É Dia de Maria: Segunda Jornada | Creador, Director i Guionista | Basat en les investigacions de Mário de Andrade, Câmara Cascudo e Silvio Romero; Co-Guionista Luis Alberto de Abreu                                           |
| 2007 | A Pedra do Reino                     | Director i Guionista          | Basat en l'obra O Romance d'A Pedra do Reino e o Príncipe do Sangue do Vai-e-Volta, de Ariano Suassuna; Co-Guionistes Braulio Tavares i Luis Alberto de Abreu |
| 2008 | Capitu                               | Director i Guionista          | Basat en l'obra Dom Casmurro de Machado de Assis |
| 2010 | Afinal, o Que Querem as Mulheres?    | Creador, Director i Guionista | Inspirat en la pregunta de Sigmund Freud; Co-Guionistes J.P. Cuenca i Michel Melamed                                                                          |
| 2012 | Suburbia (sèrie)                     | Creador, Director i Guionista | Co-Guionista Paulo Lins |
| 2013 | Correio Feminino                     | Creador iDirector             | A partir de cròniques de Clarice Lispector |
| 2017 | Dois Irmãos                          | Director                      | Basat en la novel·la homònima de Milton Hatoum |

| Any  | Títol                 | Crèdit   | Notas                                              |
| ---- | --------------------- | -------- | -------------------------------------------------- |
| 1987 | Helena                | Director | Basada en la novel·la homònima de Machado de Assis |
| 1987 | Carmen                | Director | Escrita per Glória Perez                           |
| 1988 | Vida Nova             | Director | Escrita per Benedito Ruy Barbosa                   |
| 1989 | Tieta                 | Director | Basada en la novel·la de Jorge Amado               |
| 1992 | Pedra sobre Pedra     | Director | Escrita per Aguinaldo Silva                        |
| 1993 | Renascer              | Director | Escrita per Benedito Ruy Barbosa                   |
| 1995 | Irmãos Coragem        | Director | Remake de la tele novel·la de Janete Clair         |
| 1996 | O Rei do Gado         | Director | Escrita per Benedito Ruy Barbosa                   |
| 2002 | Esperança             | Director | Escrita per Benedito Ruy Barbosa                   |
| 2014 | Meu Pedacinho de Chão | Director | Escrita per Benedito Ruy Barbosa                   |
| 2016 | Velho Chico           | Director | Escrita per Benedito Ruy Barbosa i Bruno Luperi    |